# Ariel Salleh
Ariel Salleh (ur. 1944) – australijska socjolożka, jedna z czołowych przedstawicielek ekofeminizmu. Wykładowczyni ekonomii politycznej na University of Sydney.

## Życiorys
W artykule Głębiej niż głęboka ekologia z 1984 krytykowała głównych przedstawicieli ekologii głębokiej, Arne Næssa i Billa Devala, za to, że w swoich analizach stosunku człowieka do natury traktują „człowieka” jako kategorię jednorodną, nie uwzględniając różnic między kobietami a mężczyznami. W książce Ecofeminism as Politics: Nature, Marx, and the Postmodern (1997) określiła swoje stanowisko jako „ucieleśniony materializm”. Jej zdaniem szczególna rola kobiet w rozwiązaniu kryzysu ekologicznego wynika z ich miejsca w społecznym podziale pracy.
Jest redaktorką zbioru Eco-Sufficiency & Global Justice: Women Write Political Ecology (2009), w którym wraz z innymi autorkami rozwija koncepcję długu ekologicznego oraz wprowadza feministyczną perspektywę do badań nad kwestią zmian klimatycznych.
Zanim podjęła pracę na uniwersytecie, pracowała we wspólnotach Aborygenów. W latach 70. była jedną z liderek ruchu przeciw wydobyciu uranu (Movement Against Uranium Mining). W 1985 była współzałożycielką australijskiej partii Zielonych. Podczas Szczytu Ziemi w Rio de Janeiro w 1992 współdziałała z nowojorską organizacją Women's Environment & Development Organization. W latach 2001–2004 zasiadała w rządowej Komisji Etycznej ds. Technologii Genetycznej (Gene Technology Ethics Committee). Należy do redakcji międzynarodowego ekosocjalistycznego kwartalnika „Capitalism Nature Socialism”.
Poza University of Sydney prowadziła wykłady na University of Western Sydney (ekologia społeczna) oraz jako profesor wizytujący na New York University (edukacja ekologiczna) oraz w Institute for Women's Studies w Manili.